# Hypericum millefolium
Hypericum millefolium är en johannesörtsväxtart som beskrevs av Ignatz Urban och Ekman. Hypericum millefolium ingår i släktet johannesörter, och familjen johannesörtsväxter. Inga underarter finns listade i Catalogue of Life.